# 香港司法機構

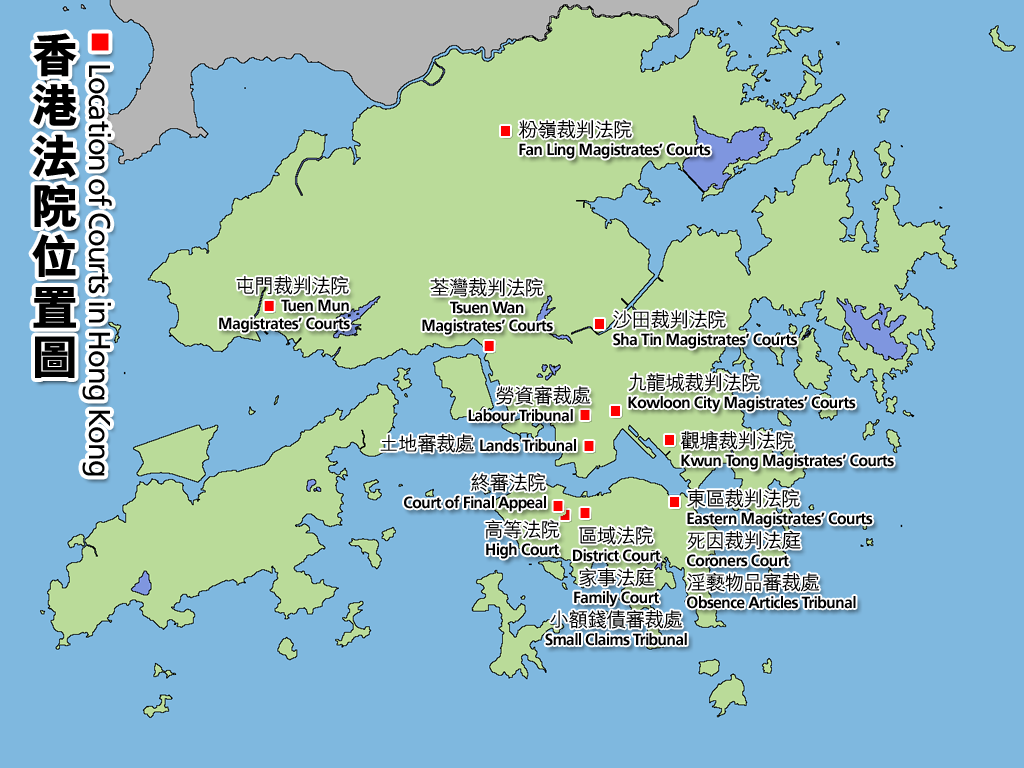
香港各級法院位置圖

香港司法機構（英語：Judiciary of Hong Kong）由各級法院、特別法庭和審裁處組成，是香港特別行政區的司法機關，一切司法人員均根據基本法第88條，由行政長官組成的推薦委員會推薦並由行政長官委任。現任首長為終審法院首席法官張舉能。而司法機構政務處則協助各級法院內部行政及管理事宜，一切運作制度與特區政府部門無異。

## 法院架構

### 終審法院
《中英聯合聲明》和《基本法》明確承諾於1997年7月1日在香港設立終審法院，取代在倫敦的樞密院司法委員會，作為本港的最終上訴法院。終審法院具有《香港終審法院條例》（第484章）賦予的司法管轄權。終審法院是香港最高的上訴法院。終審法院聆訊來自高等法院上訴法庭的民事及刑事上訴案件。

### 高等法院
高等法院由上訴法庭和原訟法庭組成。
上訴法庭
負責處理來自原訟法庭和區域法院民事、刑事案件的上訴，同時亦處理土地審裁處、競爭事務審裁處及其他法定組織的上訴。
原訟法庭
香港最高級的原訟法院。原訟法庭對民事和刑事案件均有無限的司法管轄權。該法庭亦處理來自各級法院的上訴，包括裁判法院、小額錢債審裁處、淫褻物品審裁處、勞資審裁處及小額薪酬索償仲裁處。在刑事審訊中，原訟法庭法官與7人陪審團一起審理案件； 而在法官的特別指令下，陪審團的成員數目可增至9人；而涉及《港區國安法》的案件律政司可按照《港區國安法》第46條發出證書，指示相關案件毋須在設有陪審團情況下進行審理，並將由3名國安法指定法官組成審判庭處理案件。

### 區域法院
區域法院處理涉及款項7萬5千港元以上、300萬港元以下的民事訴訟，而刑事案件中，區域法院法官的判刑上限是7年監禁。
家事法庭家事法庭主要負責處理離婚及有關的事宜，包括贍養費、收養子女及子女的福利等。

### 裁判法院
最初級的刑事法院。香港共有7所裁判法院，裁判法院的刑事司法審轄權非常廣泛，負責審理多種可公訴罪行及簡易程序罪行，判刑上限一般為監禁兩年和罰款10萬港元。不過，愈來愈多的條例都賦予裁判官權力，判處高達3年的監禁和更高的罰款（有些罪行甚至可高達500萬港元）。
裁判官在適切情況下可運用酌情權動用裁判官濟貧箱，對處身困境且有實際需要的被告人給予濟助。2008/2009年度有4宗支出款項的個案共3,250港元。因為支出偏低，所以多年來的預算撥款一直維持於每年8,000元。
少年法庭
若犯案者為16歲以下的少年或兒童，案件將交由少年法庭審理，只有兇殺案除外。少年法庭亦有權對18歲或以下青少年發出看管及保護令。該法庭分別設於東區、西九龍、九龍城、屯門及粉嶺裁判法院內。

### 其他專門法庭
競爭事務審裁處競爭事務審裁處負責處理有關競爭事宜的法律程序。
土地審裁處土地審裁處審理有關租賃糾紛及建築物管理事宜的案件，亦處理因強制收回土地而需評估賠償的申請，及差餉租值/地租值上訴和《房屋條例》涵蓋的處所的市值評估上訴。
勞資審裁處勞資審裁處處理的申索，必須是在同一申索中至少有一名申索人所追討的款項是超過港幣8,000元，或該申索涉及超過10名申索人。這裡採用非正式的聆訊模式，訴訟雙方不得由律師代表。
小額錢債審裁處小額錢債審裁處審理其享有司法管轄權之民事申索案件，但款額不可超過港幣75,000元。這裡採用非正式的聆訊模式，而訴訟雙方不得由律師代表。
淫褻物品審裁處淫褻物品審裁處為物品或在公眾地方展示的其它事物鑑定類別，並且評定是否含淫褻或不雅成分。
死因裁判法庭死因裁判法庭負責調查死亡個案及如認為有需要的話，進行研訊。

## 法官任免
根據《香港基本法》，終審法院法官及高等法院首席法官任命須由行政長官提名，立法會通過；其他法官則由行政長官根據司法人員推薦委員會建議任命。為保障司法獨立，所有法官皆為終身制，可續任至退休為止；只有在無力履行職務或行為不檢等情況下，行政長官才可根據終審法院首席法官任命的不少於三名當地法官組成的審議庭的建議，予以免職；如果要免職的是終審法院首席法官，審議庭則由不少於5名當地法官組成。
而有關其他級別法院法院裁判官的任命，請參閱相關法院、裁判法院或審裁處之條目。

## 司法管轄權
香港雖然分為十八區，但只有一個司法管轄區。在香港各區發生的訴訟不一定在當區的法院聆訊（事實上不是每區都有法院），而是集中後分派處理。另香港法院擁有違憲審查權，但所有法院對中國的外交、國防等國家行為並無司法管轄權。

## 政務處
司法機構政務處協助各級法院內部行政及管理事宜，由相等於政府首長級薪級第8點（D8）的司法機構政務長負責，直接向終審法院首席法官負責。
歷任政務長：
- 戴婉瑩（1994年－1999年）、
- 徐志強（1999年－2005年）
- 劉嫣華（2005年－2020年7月16日）
- 梁悅賢（2020年7月20日－）

## 歷任首長

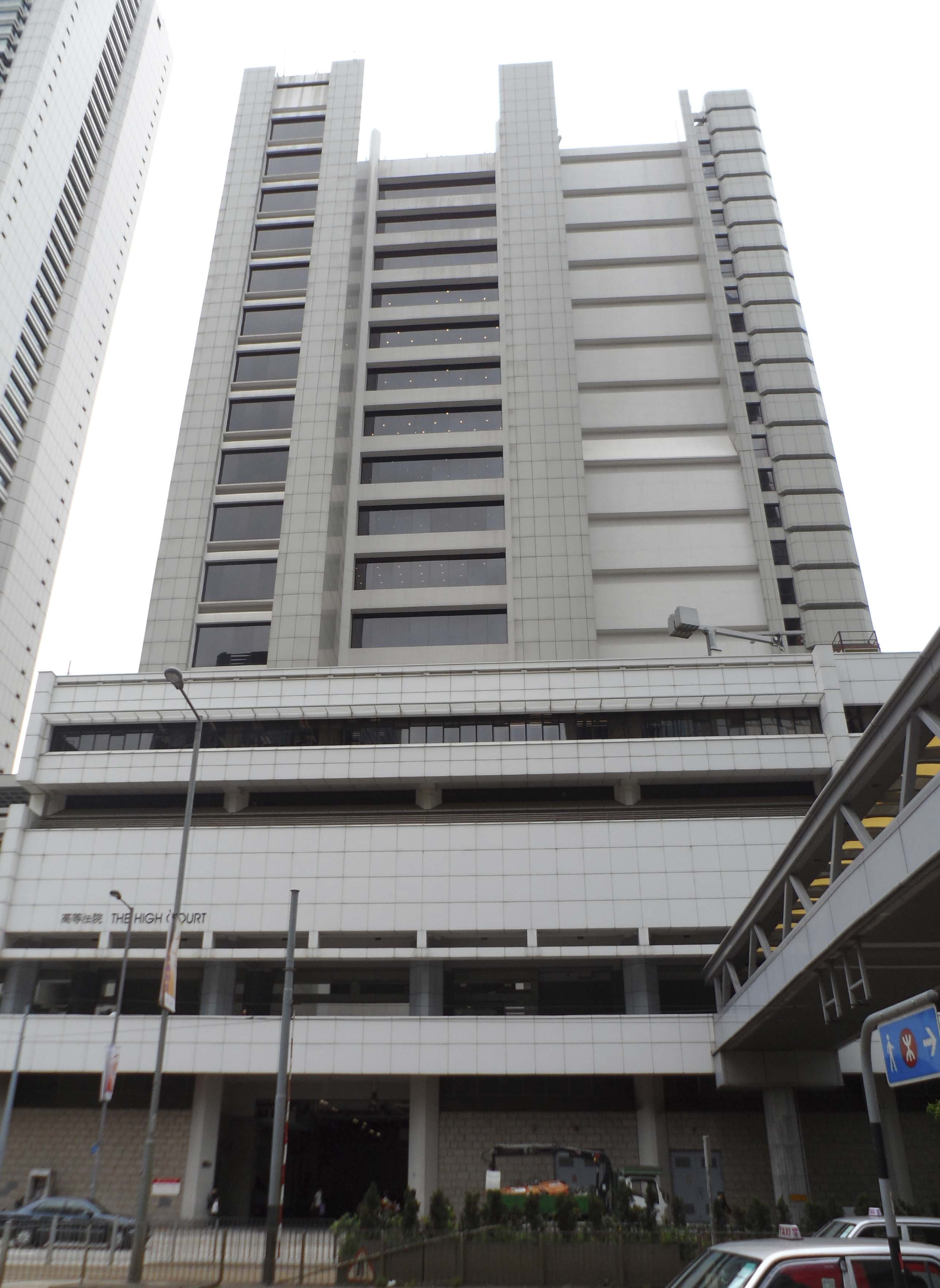
位于香港金钟的高等法院大楼

正按察司／首席按察司／首席大法官
| 中文名         | 英文名                            | 任职时间               |
| 曉吾           | John Walter Hulme                 | 1844年－1860年（首任） |
| 亞當斯         | Sir William Henry Adams           | 1860年－1866年         |
| 司馬理爵士     | Sir John Jackson Smale            | 1866年－1882年         |
| 費立浦爵士     | Sir George Phillippo              | 1882年－1888年         |
| 羅素爵士       | Sir James Russell                 | 1888年－1892年         |
| 賈樂爵士       | Sir Fielding Clarke               | 1892年－1896年         |
| 賈靈頓爵士     | Sir John Worrell Carrington       | 1896年－1902年         |
| 葛文爵士       | Sir William Meigh Goodman         | 1902年－1905年         |
| 碧葛爵士       | Sir Francis Taylor Piggott        | 1905年－1912年         |
| 戴華士爵士     | Sir William Rees-Davies           | 1912年－1924年         |
| 歌倫爵士       | Sir Henry Cowper Gollan           | 1924年－1930年         |
| 金培源爵士     | Sir Joseph Horsford Kemp          | 1930年－1934年         |
| 麥基利哥爵士   | Sir Atholl MacGregor              | 1934年－1945年         |
| 白樂高爵士     | Sir Henry William Butler Blackall | 1946年－1948年         |
| 捷臣爵士       | Sir Leslie Bertram Gibson         | 1948年－1951年         |
| 侯志律爵士     | Sir Gerard Lewis Howe             | 1951年－1955年         |
| 何瑾爵士       | Sir Michael Joseph Patrick Hogan  | 1955年－1970年         |
| 李比爵士       | Sir Ivo Charles Clayton Rigby     | 1970年－1973年         |
| 貝理士爵士     | Sir Geoffrey Gould Briggs         | 1973年－1978年         |
| 羅弼時爵士     | Sir Denys Tudor Emil Roberts      | 1978年－1988年         |
| 楊鐵樑爵士     | Sir Ti-liang Yang                 | 1988年－1996年         |
| 鮑偉華（署理） | Noel Plunkett Power               | 1996年－1997年         |

終審法院首席法官
| 中文名 | 英文名                 | 任職时間                            |
| 李國能 | Andrew Li Kwok-nung    | 1997年7月1日－2010年8月31日（首任） |
| 馬道立 | Geoffrey Ma Tao-li     | 2010年9月1日－2021年1月11日         |
| 張舉能 | Andrew Cheung Kui-nung | 2021年1月11日-                      |

## 香港主權移交前後主要法院和司法職位名稱之演變

### 主要法院名稱之演變
| 法院級別 | 法院級別 | 1976年以前                                               | 1976至1997年                                                                                | 1997年以後                                |
| -------- | -------- | -------------------------------------------------------- | ------------------------------------------------------------------------------------------- | ----------------------------------------- |
| 最高法院 | 最高法院 | Judicial Committee of the Privy Council 樞密院司法委員會 | Judicial Committee of the Privy Council 樞密院司法委員會                                    | Court of Final Appeal 終審法院            |
| 高等法院 | 高等法院 | /                                                        | [1976至1987年] Supreme Court of Judicature [1987至1997年] Supreme Court 最高法院            | High Court 高等法院                       |
|          | 上訴法庭 | Full Court 合議庭                                        | Court of Appeal [1976至1990年] 上訴法庭 / 上訴庭 [1990至1997年] 上訴法院                    | Court of Appeal 上訴法庭                  |
|          | 原訟法庭 | Supreme Court 高等法院                                   | High Court of Justice [1976至1990年] 原訟法庭 / 原訟庭 [1990至1997年] 高等司法院 / 高等法院 | Court of First Instance 原訟法庭          |
| 地方法院 | 地方法院 | District Court 地方法院                                  | District Court 地方法院                                                                     | District Court 區域法院                   |
| 裁判法院 | 裁判法院 | Magistrates Courts 裁判司法庭 / 裁判司署                 | Magistrates Courts 裁判司法庭 / 裁判司署                                                    | Magistrates' Courts 裁判署法庭 / 裁判法院 |

### 主要司法職位名稱之演變
| 法院級別 | 1976年以前                                          | 1976至1997年                                                               | 1997年以後                                                                      |
| -------- | --------------------------------------------------- | -------------------------------------------------------------------------- | ------------------------------------------------------------------------------- |
| 最高法院 | /                                                   | /                                                                          | Chief Justice of the Court of Final Appeal 終審法院首席法官                     |
| 最高法院 | /                                                   | /                                                                          | Permanent Judge of the Court of Final Appeal 終審法院常任法官                   |
| 最高法院 | /                                                   | /                                                                          | Non-Permanent Judge of the Court of Final Appeal 終審法院非常任法官             |
| 高等法院 | Chief Justice of the Supreme Court 高等法院正按察司 | Chief Justice of the Supreme Court 最高法院首席按察司 → 最高法院首席大法官 | Chief Judge of the High Court 高等法院首席法官                                  |
| 高等法院 | /                                                   | Justice of Appeal 上訴庭按察司 → 上訴法院大法官                            | Justice of Appeal of the Court of Appeal of the High Court 高等法院上訴法庭法官 |
| 高等法院 | Puisne Judge of the Supreme Court 高等法院副按察司  | Judge of the High Court 原訟庭按察司 → 高等法院大法官                      | Judge of the Court of First Instance of the High Court 高等法院原訟法庭法官     |
| 高等法院 | /                                                   | Registrar of the Supreme Court 最高法院經歷司 → 最高法院司法常務官         | Registrar of the High Court 高等法院司法常務官                                  |
| 地方法院 | District Judge 地方法院法官                         | District Judge 地方法院法官                                                | District Judge 區域法院法官                                                     |
| 裁判法院 | Magistrate 裁判司                                   | Magistrate 裁判官                                                          | Magistrate 裁判官                                                               |

## 註释
1. ↑  D8級，相當於常任秘書長或原來的公務員局長。
2. ↑  主權移交後，司法機構首長由最高法院首席大法官改為終審法院首席法官

## 外部連結
- 香港司法機構 （页面存档备份，存于）
- 香港法官名冊 （页面存档备份，存于）